# Schu (Kasachstan)

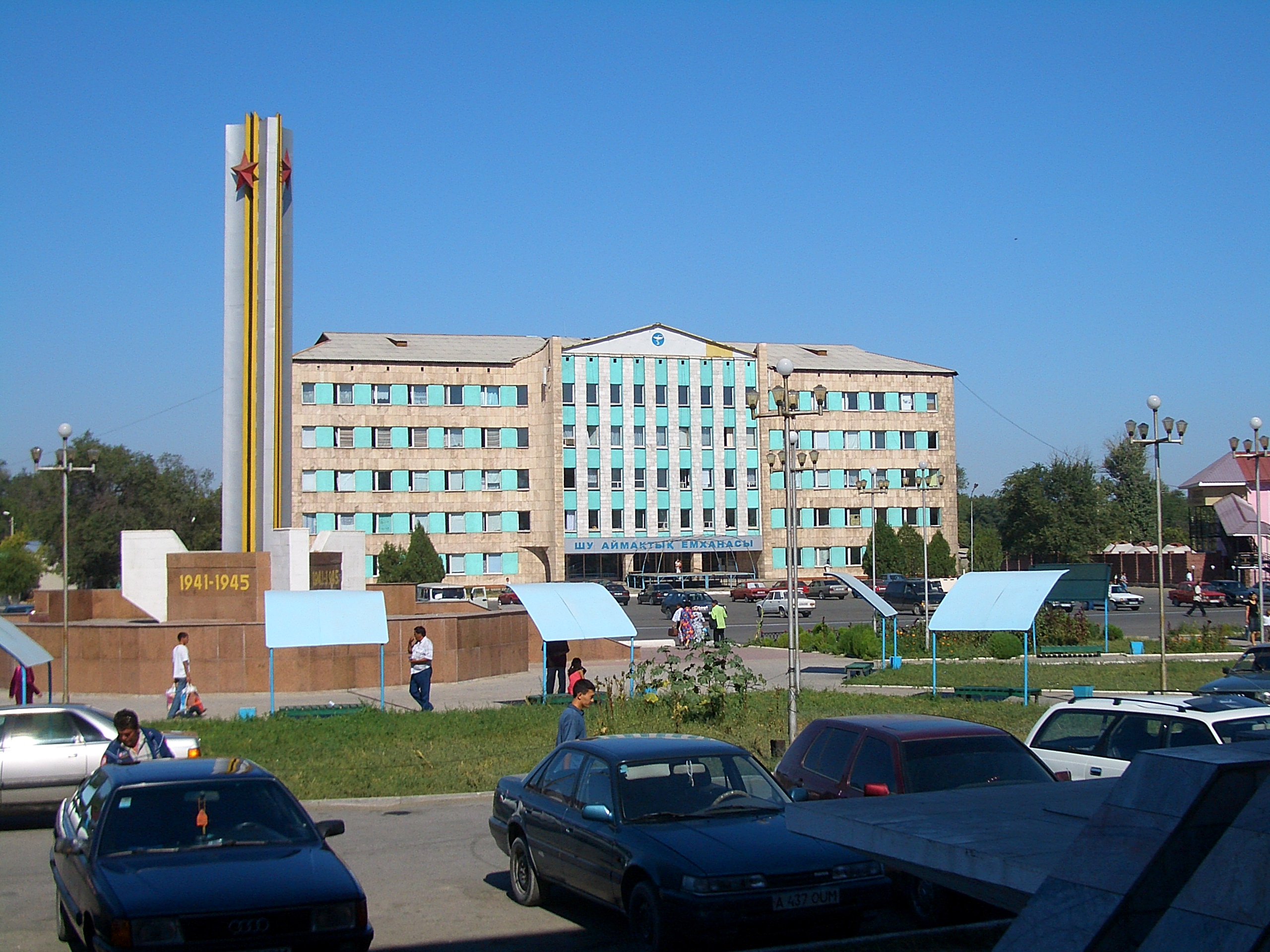
Krankenhaus von Schu

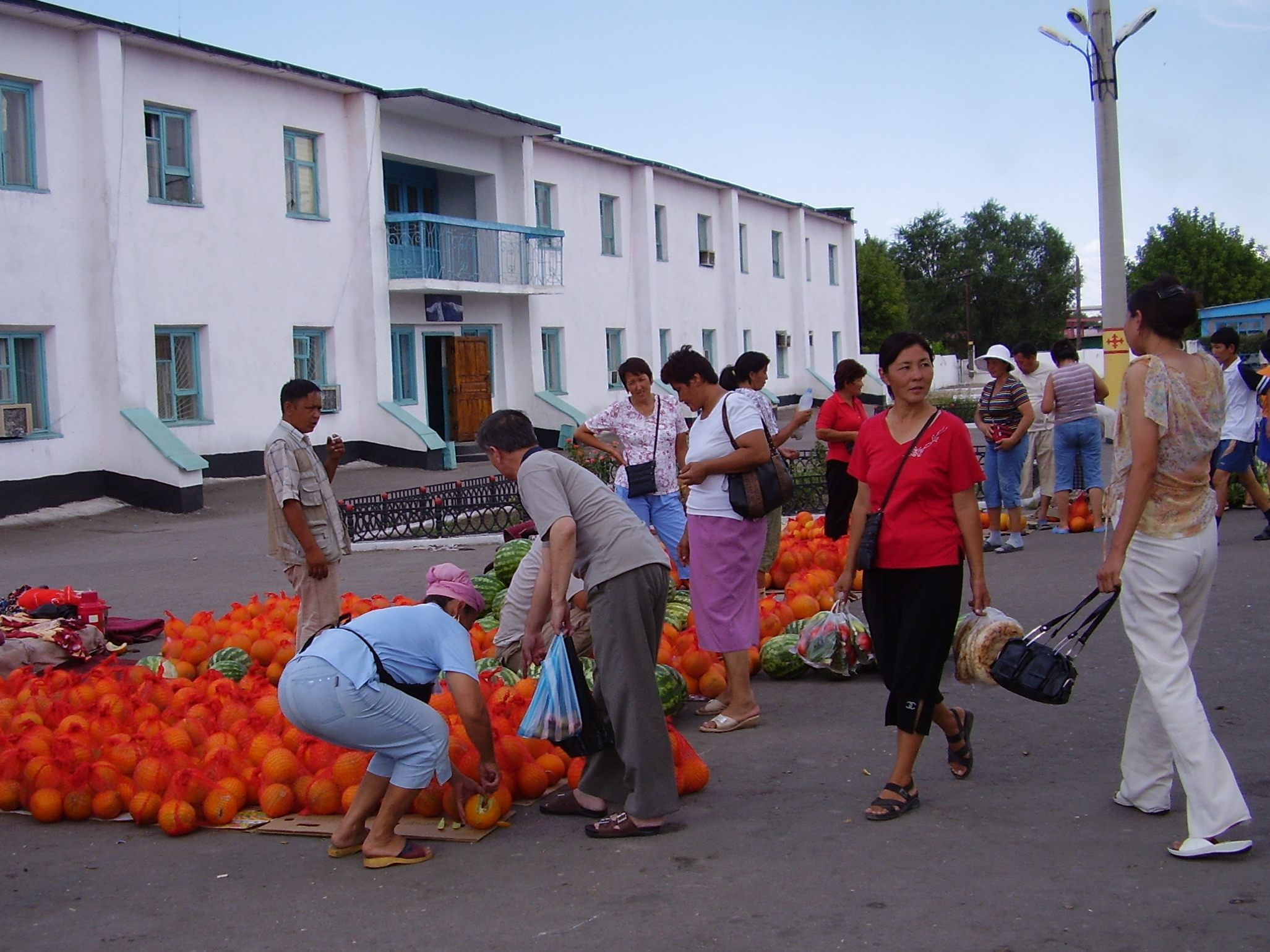
Melonenverkauf vor dem Bahnhof von Schu

Schu (kasachisch und russisch Шу; bis 1993 Чу Tschu) ist eine Stadt im Süden Kasachstans.

## Geografie
Die Stadt liegt am gleichnamigen Fluss Schu 265 km nordöstlich der Gebietshauptstadt Taras im Audan Schu im Gebiet Schambyl.

## Geschichte
Die Geschichte der Stadt beginnt mit dem Bau der turkestanisch-sibirischen Eisenbahnstrecke im Jahr 1928. Zu dieser Zeit gab es in der Gegend bis auf ein kleines Dorf keine anderen Siedlungen. Als Bahnhof diente in den ersten Jahren lediglich ein alter Güterwagon, ein Bahnhofsgebäude entstand erst 1932. 1929 wurde ein Eisenbahndepot zur Instandhaltung von Dampflokomotiven eröffnet, zwei Jahre später kam ein Krankenhaus hinzu.
Mit der Zunahme der Bevölkerung wurde der Ort am 29. Dezember 1937 zu einer städtischen Siedlung. 1953 wurde eine Nebenstrecke in Betrieb genommen, die von Tschu aus abzweigte, wodurch der Ort zu einem Eisenbahnknoten wurde. Im selben Jahr wurde ein mechanisches Reparaturwerk zur Instandsetzung landwirtschaftlicher Maschinen eröffnet. In diesem wurden Traktoren und Mähdrescher aus der gesamten Sowjetunion repariert. Zwei Jahre später ging ein Depot für Diesellokomotiven in Betrieb. Im Dezember 1960 wurden dem Ort die Stadtrechte verliehen. 1963 nahm eine Zuckerfabrik in Tschu die Produktion auf. In der Nähe der Stadt gab es Plantagen mit Zuckerrüben, die in der Fabrik verarbeitet wurden.
Nach dem Zusammenbruch der Sowjetunion und der Unabhängigkeit Kasachstans wurde die Stadt am 4. Mai 1993 in Schu umbenannt. Zugleich gerieten die großen Betriebe der Stadt in wirtschaftliche Schwierigkeiten. So wurde die Zuckerfabrik geschlossen und Mitte der 1990er Jahre stellte mit der Reparaturanlage ein weiterer großer Arbeitgeber den Betrieb ein.

## Bevölkerung
Schu hat 37.000 Einwohner (2019).
| Einwohnerentwicklung               | Einwohnerentwicklung | Einwohnerentwicklung | Einwohnerentwicklung | Einwohnerentwicklung | Einwohnerentwicklung | Einwohnerentwicklung | Einwohnerentwicklung |
| 1939                               | 1959                 | 1970                 | 1979                 | 1989                 | 1999                 | 2009                 | 2021                 |
| ---------------------------------- | -------------------- | -------------------- | -------------------- | -------------------- | -------------------- | -------------------- | -------------------- |
| 18.343                             | 29.632               | 34.314               | 33.393               | 37.395               | 34.999               | 36.531               | 44.814               |
| Anmerkung: Volkszählungsergebnisse |                      |                      |                      |                      |                      |                      |                      |

## Wirtschaft und Infrastruktur
Die Stadt liegt an der turkestanisch-sibirischen Eisenbahnstrecke und ist ein wichtiger Eisenbahnknotenpunkt, da hier die Turksib mit der Strecke nach Qaraghandy verbunden wird. Der Eisenbahninstandsetzungsbetrieb ist der wichtigste Arbeitgeber der Stadt.

## Söhne und Töchter der Stadt
- Kärim Kökirekbajew (* 1957), Politiker
- Schengis Qassymbek (* 1975), Politiker
- Tschinggis Mamedow (* 1989), kirgisischer Judoka
- Älichan Karanejew (* 1990), Billardspieler